# Mike Connors
Mike Connors, född Krekor Ohanian den 15 augusti 1925 i Fresno, Kalifornien, död 26 januari 2017 i Tarzana, Kalifornien, var en amerikansk skådespelare. Hans föräldrar var armenier. Han spelade in och producerade över 100 filmer. Han hade huvudrollen i deckarserien Mannix 1967-1975.